# Мощанский, Николай Алексеевич
Николай Алексеевич Мощанский (7 мая 1904, Тверская губерния — 16 сентября 1972, Москва) — ученый в области технологии бетонов. Доктор технических наук, профессор. Лауреат премии Совета Министров СССР.

## Биография
Родился в семье церковнослужителя (с 1906 г. — священник) Тверской епархии Алексея Арсеньевича Мощанского (расстрелян в 1938 г.).
Участник Великой Отечественной войны. Инженер-майор.
Доктор технических наук (диссертация «Физико-химические основы стойкости бетонов» защищена в 1954 г.). Профессор.
Руководитель лаборатории полимербетонов Научно-исследовательского института бетона и железобетона Госстроя СССР. Заведующий кафедрой строительного дела Московского Лесотехнического института.
Умер в Москве после непродолжительной болезни.

## Научные труды
Автор большого числа разработок, изобретений и научных публикаций в области технологии бетонов. Автор учебника для инженерно-строительных вузов и научно-популярных трудов, опубликованных обществом «Знание».

### Основные научные публикации
- Мощанский Н. А. Плотность и стойкость бетонов. Москва: Госстройиздат, 1951, 175 с.
- Мощанский Н. А. Повышение стойкости строительных материалов и конструкций, работающих в условиях агрессивных сред. Москва: Госстройиздат, 1962, 235 с.
- Мощанский Н. А., Самохвалова З. Н. Щелеустойчивые бетоны и защитные мастики. Москва: Стройиздат, 1967, 128 с.
- Мощанский Н. А., Путляев И. Е. Современные химические стойкие полы. Москва: Стройиздат, 1973, 119 с.

### Учебник
- Балалаев Г. А., Медведев В. М., Мощанский Н. А. Защита строительных конструкций от коррозии: Учебное пособие для инженерно-строительных вузов и факультетов. Москва: Стройиздат, 1966, 224 с.

### Научно-популярные публикации
- Мощанский Н. А. Строительные материалы сегодняшнего и завтрашнего дня. Москва: Знание, 1956, 24 с.
- Мощанский Н. А. Защитные пластики в строительстве. Москва: Знание, 1966, 32 с.

## Награды и звания
- Премия Совета Министров СССР (1973 г., посмертно)[4];
- Орден Красной Звезды;
- Ордена Отечественной войны 1-й и 2-й степеней[5].